# Maurizio Domizzi
Maurizio Domizzi (Rome, 28 juni 1980) is een Italiaans betaald voetballer die speelt als centrale verdediger.
Domizzi genoot zijn jeugdopleiding bij Lazio Roma en staat sinds 2016 onder contract bij Venezia.